# Jean-Jacques Séguier de La Verrière
Pour les articles homonymes, voir Séguier.
Jean-Jacques Séguier de La Verrière, né en 1606 à Paris et mort à La Verrière le 8 novembre 1689, est un prélat français, chanoine de Chartres, évêque de Lombez de 1662 à 1671, évêque de Nîmes de 1671 à 1689, et abbé commendataire de l'abbaye Notre-Dame de Lyre de 1688 à 1689 ainsi que de l'abbaye Notre-Dame de Livry.

## Famille
Fils de Jacques Séguier de La Verrière, conseiller d'État, secrétaire du Roi, garde des rôles des offices de France, et de Marguerite Tardieu, il est le cousin du chancelier de France Pierre Séguier. Il a comme frères et sœurs :
- Claude II Séguier, seigneur de Liancourt et de La Verrière, page du roi en 1637, maître d'hôtel de la duchesse de Montpensier.
- Guillaume Séguier, enseignant dans la compagnie colonelle du régiment de Nérestang.
- François Séguier, chanoine régulier de Sainte-Geneviève, prieur de Châteaulandon.
- Jean Séguier, écuyer du roi.
- Anne Séguier.

Il effectue ses études à Paris où il obtient sa maîtrise ès arts en 1637, son baccalauréat de théologie en 1637 et sa licence et son doctorat en 1644. Principal du collège de Fortet, il est déjà clerc chanoine de Notre-Dame de Chartres avant 1635 puis de Notre-Dame de Paris dont il devient le théologal ainsi que l'aumônier du roi. Il est désigné en décembre 1661 pour l'évêché de Lombez, vacant depuis 1657, après le décès de deux autres prélats morts avant d'être confirmés et il est consacré par l'évêque de Meaux. Dix ans après il est transféré à Nîmes. Il est actif dans ses deux diocèses successifs mais il résigne son siège épiscopal de Nîmes en 1687 soit parce qu'il était opposé à la déclaration des Quatre articles de 1682 ou du fait de son incapacité à régler le problème des Huguenots dans son diocèse après la révocation de l'édit de Nantes. il reçoit en commende l'abbaye de Lyre dans le diocèse d'Evreux et l'abbaye Notre-Dame de Livry dans le diocèse de Paris